# 誕生寺川
誕生寺川（たんじょうじがわ）は、岡山県を流れる旭川水系の河川である。

## 地理
岡山県久米郡美咲町・久米南町の境界に位置する誕生寺池に源を発し、南に流れる。岡山市北区建部町川口で本流の旭川に合流する。

## 流域の自治体
岡山県
久米郡美咲町・久米南町、岡山市北区（建部町）

## 並行する交通

### 鉄道
- JR津山線

### 道路
- 国道53号

## 流域の観光地
- 誕生寺
- 豊楽寺
- 志呂神社
- 道の駅くめなん
- 笛吹川歌碑公園
- 治部邸
- 川柳公園 - 川柳の小径
- 上籾・北庄地区の棚田（日本棚田百選）

## 支流
- 小原川
- 片目川
- 紅梅川
- 名越谷川
- 日南川
- 大家川
- 塩之内川
- 宮地奥川
- 泉川
- 石風呂川
- 全間川
- 奥田川
- 中田川
- 宮地川
- 大谷川
- 里見川
- 金屎川
- 豊楽寺川
- 野伏尾川
- 片島川

## 流域に存在する施設等
- 誕生寺駅
- 弓削駅
- 神目駅
- 岡山市立福渡小学校